# Alba Alonso de Quesada
Alba Alonso de Quesada (Tegucigalpa, 17 de agosto de 1924 - 18 de noviembre de 2020) fue una abogada y académica hondureña que desempeñó un papel fundamental en el desarrollo de los derechos de las mujeres y las políticas anticorrupción en su país. Fue la primera mujer en convertirse en abogada en Honduras y la primera mujer en servir como Secretaria del Ministerio de Trabajo. A lo largo de su carrera, trabajó en reformas legales para ayudar a los niños, las familias, las mujeres y las clases trabajadoras, presionando para lograr una reforma educativa y brindando asistencia legal gratuita. Fue una de las fuerzas impulsoras que estableció la Comisión de Transición para evaluar la corrupción en instituciones educativas y dirigió la Comisión de Transparencia y Ética en el desarrollo de políticas de transparencia para la Universidad Autónoma Nacional de Honduras (UNAH). Doce años después de la conclusión de sus reformas, en 2017 Alonso fue reconocida con un doctorado honorario de la UNAH y el año académico de 2017 fue dedicado a ella por el Ministerio de Cultura.

## Primeros años
Alba Alonso Cleaves nació en 1924 en Tegucigalpa, Honduras hija de Cecilia de Jesús Cleaves y Agustín Alonzo. Después de completar su educación primaria en la Escuela República del Paraguay en Tegucigalpa, asistió a la Escuela Normal para Mujeres Jóvenes, también en la capital, donde se graduó con una licencia para enseñar. Con un grupo de amigos que buscaban carreras profesionales en derecho, medicina y farmacia, ingresó en la Universidad Autónoma Nacional de Honduras (UNAH). En 1946, se graduó con una licenciatura en Ciencias Jurídicas de la facultad de derecho de la UNAH, pero no se le permitió practicar, ya que en ese momento las mujeres no eran consideradas ciudadanas en Honduras y la profesión solo estaba abierta a los hombres. La incapacidad de poder ejercer como abogada, la llevó al movimiento de mujeres y a la prensa por una reforma legal para proteger los derechos de las mujeres y las familias.
Al unirse a la Federación de Asociaciones Femeninas de Honduras (FAFH), en su fundación en 1951, Alonso viajó al país con mujeres prominentes como Alejandrina Bermúdez de Villeda y Regina Mendoza de Martin  para educar a las mujeres sobre sus deberes y derechos cívicos.  Establecieron sucursales de FAFH en todos los departamentos del país y comenzaron una campaña de petición para otorgar derechos a las mujeres, que se presentó a la legislatura en 1952. Aunque fracasó, dos años después, el grupo presentó una segunda petición que se aprobó. En 1955, a las mujeres que podían leer se les otorgó el derecho de voto y ciudadanía, los miembros de la FAFH establecieron en la capital la sucursal local de la    Comisión Interamericana de Mujeres, CIM. Victoria Buchard fue nombrada delegada hondureña en el organismo internacional y Alonso fue seleccionado como secretario del grupo local.  La CIM, en coordinación con FAFH estableció la Escuela de Servicios Sociales en 1957 y al año siguiente presionó para la creación de la Junta Nacional de Bienestar Social. Ambas organizaciones fueron diseñadas para permitir que las mujeres participen en los procesos políticos de los servicios sociales ofrecidos a la nación.

## Carrera
Tan pronto como las mujeres obtuvieron la agencia, Alonso regresó inmediatamente a la escuela para convertirse en abogada litigante  y especialista en derecho contractual (notaria), obteniendo el derecho a ejercer la abogacía en 1958. Se casó con Arturo Quesada Galindo, un ingeniero, que se convertiría en rector de la UNAH de 1963 a 1969. La pareja tuvo tres hijos: Rosa María, Roberto Arturo y María Guadalupe. Alonso comenzó su carrera trabajando con mujeres marginadas en los barrios urbanos de Tegucigalpa, practicando el derecho de familia.  A menudo, brindando asistencia legal gratuita, presionó para que se promulgaran leyes que protejan los derechos de los niños, las familias y las mujeres. En 1962, después del primer golpe de Estado militar, que nombrada Secretaria del Ministerio de Trabajo por el presidente Ramón Villeda Morales, la primera vez que una mujer ocupaba el cargo. Cuando Villeda fue expulsada por un segundo golpe, fue nombrada en 1964 como Secretaria de la Oficina de Cultura, Turismo e Información por el presidente Oswaldo López Arellano.
En 1972, Alonso se desempeñó como Jefe de la Comisión de Reforma Educativa en Honduras y presionó por reformas nacionales para garantizar el acceso a la educación para las mujeres. Publicó Hacia una política cultural para Honduras en 1977, evaluando los desarrollos culturales y legales en el país desde la época precolonial hasta la década de 1970 y ayudó a redactar leyes para proteger el patrimonio cultural. Entre los cargos públicos que ocupó a lo largo de su carrera fueron fiscal en el Tribunal Penal, subsecretaria de Educación, directora del Departamento de Planificación Educativa del Ministerio de Educación y asesora legal del Ministerio de Cultura, entre otros. Tuvo un papel decisivo en la redacción de numerosas leyes, incluidas las revisiones del Código de la Familia, la ley para abordar el VIH / SIDA, la Ley para el desarrollo alternativo de la educación no formal y la Ley del Instituto para la Infancia y la Familia.
En 1994, Alonso dirigió los esfuerzos para eliminar los sesgos de género en la terminología legal y, en 1998, ayudó a establecer el Instituto Nacional para las Mujeres, una oficina que regula y promueve los derechos humanos de las mujeres. En el año 2000, Alonso fue uno de los redactores de la Ley de Igualdad y Oportunidades, que Norma Marina García y Soad Salomón de Facusse presentaron a la legislatura y, luego de su aprobación, formalizaron la base legal para la igualdad de mujeres y hombres, y crearon un cupo objetivo para las mujeres en todos los niveles políticos del gobierno. También fue directora de la oficina de servicios legales de FAFH durante muchos años.
Como miembro de la Junta de Transición de la UNAH, Alonso trabajó con el equipo de abogados para brindar transparencia a la administración de la universidad, y contribuyó a que la legislatura aprobara la Ley Orgánica de la Universidad en 2004. Trabajando con Norma Cecilia Martín de Reyes, Alonso dirigió la Comisión de Transparencia y Ética, que descubrió la corrupción en la universidad, identificando más de 100 cuentas bancarias en uso en ese momento, así como políticas secretas para proteger a los que están en el poder. Entre 2005 y 2008, la Comisión de Transición evaluó el personal y la administración, los estándares académicos y las regulaciones de gobierno, elaborando nuevas reglas para la estructura universitaria en todos los niveles. Redactaron políticas universitarias para proteger la autonomía y el secularismo de la universidad, así como el derecho a la educación pública y superior para todos los hondureños. Al reunirse con el personal de la biblioteca, Alonso también fue uno de los autores de las Reglas y Regulaciones para los Recursos de Información.
En 2017, la UNAH declaró que el año académico estaba dedicado en su honor, reconocimiento otorgado desde 2008 por el Ministerio de Cultura a las figuras más importantes en el desarrollo de Honduras. Simultáneamente, la UNAH otorgó a Alonso un título honorífico en reconocimiento a sus contribuciones a los derechos de las mujeres y los niños, la educación y la profesión legal en el país. Al hablar en la ceremonia de presentación, Alonso reiteró su compromiso, en 94, con la lucha mundial para eliminar las barreras que causan que las mujeres estén subordinadas y destacó que las mujeres deben continuar luchando por su libertad y el control de sus propios cuerpos y agencias.